# College Year in Athens
College Year in Athens (CYA) là một tổ chức giáo dục phi lợi nhuận, được thành lập vào năm 1963 và sáp nhập với Tiểu bang Delaware. Trụ sở được đặt ở thành phố Cambridge, bang Massachusetts, và được điều hành bởi ban quản trị. Chương trình du học của tổ chức được đề xuất dựa trên nền tảng của Trung tâm huấn luyện Quốc tế Athens với 2 ngành Nghiên cứu Hy Lạp và Địa Trung Hải Học (DIKEMES). CYA là chương trình du học đầu tiên ở Hy Lạp dành cho những sinh viên sử dụng tiếng Anh, là thành viên của NAFSA: Hiệp hội các nhà giáo dục Quốc tế, EAIE: Hiệp hội Giáo dục Quốc tế Châu Âu và cũng như thành viên đặc quyền của FORUM: Diễn đàn Giáo dục Quốc tế.

## Lịch sử
CYA được thành lập vào năm 1962 bởi Ismene Phylactopoulou (1907-1983), bà tốt nghiệp trường Wellesy College và được nhận bằng tiến sĩ Nhân văn cấp bởi Đại học Depauw, để ghi nhận những thành tích của bà khi học tập ở nước ngoài.

## Cơ sở
Cơ sở vật chất của chương trình học tập nằm ở số 5 Plateia Panathinaikou Stadiou, bên cạnh sân vận động Athens Marble (Panathenaic Stadium), trong khu vực Pangrati, Athens, gần Vườn Quốc gia Athens (Athens National Gardens) và Đồi Lycabettus (Lycabettus Hill)..

## Chương trình đào tạo
Chương trình du học của CYA chủ yếu tập trung về lĩnh vực lịch sử, nền văn minh ở Hy Lạp và khu vực Địa Trung Hải. Ban đầu chương trình tập trung vào Hy Lạp cổ đại và cổ điển. Theo thời gian, phạm vi lịch sử được mở rộng bao gồm các khóa học chương trình học từ thời tiền sử cho đến hiện đại. Vào năm 1986, khóa học được thêm vào môn Lịch sử, Chính trị, và Nghiên cứu Quốc tế ở bán đảo Balkans, Tây Á và Trung Đông trong thời gian gần 
đây. Vào năm 1993, ngành Châu Âu học và Đông Địa Trung Hải học được thêm vào. Tất cả các lớp học được giảng dạy bằng Tiếng Anh, trong khi đó những khóa học tiếng Hy Lạp hiện đại được thêm vào như là một phần của chương trình giảng dạy. Nhiều khóa học được giảng dạy ngay tại địa điểm Khảo cổ và Viện bảo tàng. Du học là một phần không thể thiếu của chương trình đào tạo ở CYA và được triển khai bởi các giảng viên và nhân viên của trường. Các học viên có cơ hội tham quan các địa điểm nổi tiếng liên quan đến thời cổ đại, Đế quốc La Mã phương Đông (Byzantine) hoặc về lịch sử hiện đại Hy Lạp xuyên suốt chuyến đi đến Crete, the Peloponnese, miền Trung và Bắc Hy Lạp. Chương trình này được tổ chức theo tiêu chuẩn đào tạo và đánh giá của Hoa Kỳ. CYA bao gồm các chương trình kéo dài một năm hay một học kì lớn, cũng như khóa học hè ngắn hạn. Trường cũng đứng ra tổ chức các chương trình riêng phù hợp với các cơ sở giáo dục khác ở Mỹ. 

## Tài nguyên thư viện
Thư viện ở trường đại học sở hữu bộ sưu tập gần 5.500 đầu sách, CDs và DVDs liên quan đến những lĩnh vực như Triết học, Lịch sử, Nghệ thuật và Khảo cổ học, Dân tộc học, Văn học, Ngôn ngữ, Tôn giáo và Chính trị, Khoa học-Tự nhiên, và duy trì nguồn quỹ để phát hành những tập nguyệt san và bài báo, một phần lợi nhuận được chuyển tới tới thư viện Blegen của trường American School of Classical Studies ở Athens, cũng như một phần cơ sở dữ liệu các tạp chí điện tử của JSTOR với các tổ chức Quan Hệ Quốc tế Trực Tuyến ở Colombia.
Đây là thư viện đầu tiên ở Hy Lạp sử dụng hệ thống thư viện tích hợp mã nguồn mở KOHA để lập danh mục, tìm kiếm danh mục, lưu thông và quản lí bảo trợ và cũng sử dụng hệ thống quản lí khóa học Moodle để tạo điều kiện thuận lợi trong việc trao đổi giữa giảng viên với học viên về thời gian, địa điểm họp và các cập nhật quan trọng.

## Nhà ở
Sinh viên CYA sống trong các căn hộ riêng biệt ở các tòa nhà chung cư trong khu vực Pangrati của Athens, cách Học viện Hàn Lâm hai đến mười phút đi bộ. Một căn hộ thông thường có thể cho bốn hoặc năm sinh viên cùng ở.

## Giảng Viên Tài Năng
- Frederick Ahl
- Peter Xanh
- H. D. F. Kitto
- Kimon Friar
- Philip Sherrard
- Stewart Perowne

## Cựu sinh viên nổi tiếng
- David L. Carden (đại Sứ MỸ)
- Barbara Kingsolver (Nhà Văn)
- Nhóm nhạc Tsakopoulos Kounalakis (đại Sứ MỸ)
- Steven Thuê Hoặc (Chủ tịch, Danaher Công ty)
- Deborah L. Nhăn-Smith (Tổng thống hoa KỲ, Hội đồng cạnh tranh)